# Starlancer
Starlancer e компютърна игра създадена от Ubi Soft през 2000 г. представлява летателен екшън, чиято история се разиграва в края на 21 век. Битката е между Коалицията (Русия, Китай, Индия, Северна Корея) и Алиансът (САЩ, Великобритания, Испания, Германия, Франция, ЮАР). Коалицията е превзела Венера, Меркурий, Земята, Марс, Юпитер и Сатурн, а под контрол на алиансът са Уран, Нептун и Плутон. Коалицията е потенциален победител той като има по-голяма армия, повече техника, но влезте от страната на алианса и играйте 23 нива на една от игрите с най-добра графика от 2000 г. В играта вземате ролята на кадет на корабът Relaunt.